# الهام توختی
الهام توختی (اویغوری: ئیلهام توختی؛ چینی: 伊力哈木·土赫提 زادهٔ ۲۵ اکتبر ۱۹۶۹) یک اقتصاددان اهل چین است که به حبس ابد محکوم شده‌است. او از حامیان اِعمال قوانین خودمختاری در چین است. الهام محقق روابط اویغور-هان و مدیر وبسایت اویغور آنلاین بود که به مسائل جامعهٔ اویغور می‌پرداخت. الهام کمی پس از ناآرامی‌های ۲۰۰۹ اورومچی به خاطر انتقاد از سیاست‌های حکومت چین نسبت به اویغورها احضار شد و نهایتاً با فشارهای بین‌المللی آزاد شد. او مجدداً در سال ۲۰۱۴ بعد از دادگاهی دوروزه با اتهام «تجزیه‌طلبی» به حبس ابد محکوم شد. عفو بین‌الملل اعلام کرد که تیم حقوقی الهام هیچ شواهدی برای این اتهام دریافت نکرده‌اند و برای شش ماه از ملاقات با موکل خود محروم بوده‌اند.
وی همچنین برندهٔ جوایزی همچون جایزه ساخاروف و جایزه مارتین انالز شده‌است.